# Черниговское сельское поселение (Приморский край)
Черниговское се́льское поселе́ние — сельское поселение в Черниговском районе Приморского края.
Административный центр — село Черниговка.

## История
Статус и границы сельского поселения установлены Законом Приморского края от 11 октября 2004 года № 146-КЗ «О Хорольском муниципальном районе»

## Население
| 2008    | 2010    | 2011    | 2012    | 2013    | 2014    | 2015    |
| ------- | ------- | ------- | ------- | ------- | ------- | ------- |
| 15 183  | ↘14 300 | ↘14 268 | ↘13 996 | ↘13 816 | ↘13 546 | ↘13 451 |
| 2016    | 2017    | 2018    | 2019    | 2020    | 2021    |         |
| ↘13 277 | ↘13 119 | ↘12 879 | ↘12 658 | ↘12 541 | ↘10 845 |         |

## Состав сельского поселения
В состав сельского поселения входят 5 населённых пунктов:
| № | Населённый пункт | Тип населённого пункта       | Население |
| - | ---------------- | ---------------------------- | --------- |
| 1 | Алтыновка        | село                         | ↘397      |
| 2 | Вадимовка        | село                         | ↘710      |
| 3 | Горный Хутор     | село                         | ↘77       |
| 4 | Грибное          | село                         | ↘70       |
| 5 | Черниговка       | село, административный центр | ↘10 124   |

## Местное самоуправление
Администрация
Адрес: 692372, с. Черниговка, ул. Ленинская, 54. Телефон: 8 (42351) 25-6-38
Глава администрации
- Вовк Владимир Владимирович